# 郗恩庭
郗 恩庭（ち・おんてい、シー・エンティン、XI En-ting/HSI En-ting 1946年?月?日 - 2019年10月27日）は、中国出身の卓球選手。

## 人物
中華民国河北省出身。
1970年代に活躍した中国出身の世界チャンピオン。
1971年の世界選手権名古屋大会では準決勝でステラン・ベンクソン（スウェーデン）に敗れ銅メダルとなったが、1973年のサラエヴォ大会では決勝でシェル・ヨハンソン（スウェーデン）に勝利して優勝した。
2019年10月27日、胸部大動脈瘤破裂のために逝去。

## 主な成績
※最高成績
男子シングルス
- 世界選手権　優勝 (1973)
- アジア選手権　準優勝 (1972、1974)